# 斯塔特勒山
69°55′S 73°11′E / 69.917°S 73.183°E
斯塔特勒山是南極洲的山峰，位於伊麗莎白公主地，處於羅傑斯冰川以北，根據美國海軍的空中照片被繪入地圖，現時由南極條約體系管理。